# Ridley Scott
Sir Ridley Scott (South Shields, Anglia, 1937. november 30. –) kétszeres Primetime Emmy-díjas angol filmrendező és producer.
Legismertebb filmjei közé tartozik az A nyolcadik utas: a Halál, a Szárnyas fejvadász, a Thelma és Louise, a Gladiátor, a Hannibal, A Sólyom végveszélyben, A Trükkös fiúk, a Mennyei királyság, az Amerikai gengszter és a Hazugságok hálója. Öccse, Tony Scott szintén filmrendező volt.

## Kezdeti évek
Scott családjából sokan katonáskodtak, többek közt a bátyja, Frank és az édesapja is, aki így kevés időt töltött a gyermekeivel. A családnak sokszor költöznie kellett Nagy-Britannián belül, de egy ideig Németországban is éltek. A második világháború után a család visszaköltözött Északnyugat-Angliába (ez a vidék ihlette később a Szárnyas fejvadász több jelenetét is). Szeretett filmeket nézni, kedvencei közé tartozott az Arábiai Lawrence, az Aranypolgár és A hét szamuráj. A stocktoni Grangefield Grammar School-ban tanult 1954-től 1958-ig, majd a West Hartlepool College of Art-ban diplomázott, a mesterfokozatot a Royal College of Art-ban szerezte meg grafikai tervezőként.

## Karrier
Első rendezése a rendőrökről szóló Z Cars című szappanopera volt. 1968-ban testvérével megalapította saját filmgyártó és produkciós cégét, a Ridley Scott Associates-t. Első mozifilmje az 1977-es Párbajhősök volt, amellyel elnyerte a cannes-i filmfesztivál elsőfilmes rendezőjének járó díját. A sikert az 1979-es A nyolcadik utas: a Halál hozta meg számára, majd ezt követte 1982-ben a Szárnyas fejvadász. 1986-ban egy fantasyfilmet, a Legendát rendezte Tom Cruise és Mia Sara főszereplésével. Három év múlva Michael Douglas-szel leforgatta a Fekete esőt. Az 1991-es év Oscar és BAFTA-díj jelölést hozott számára a Thelma és Louise film révén, melyben olyan neves színészekkel dolgozott együtt, mint Susan Sarandon, Geena Davis, Harvey Keitel és Brad Pitt. A következő évben egy monumentális történelmi filmet készített Amerika felfedezéséről, az 1492 – A Paradicsom meghódítása címmel, Gérard Depardieu főszereplésével. Az 1996-os Szélvihar (Tomboló szél) és a Demi Moore főszereplésével készült G.I. Jane, nem nyerte el a közönség tetszését. Pár évnyi hallgatás után 2001-ben került a mozikba a Gladiátor, amely kasszasiker lett és Oscar-díjjal jutalmazták. Ezután elkészítette a A bárányok hallgatnak folytatását, a Hannibal-t Anthony Hopkins főszereplésével, amely szintén világsiker lett. A következő nagy dobása a Mennyei királyság volt 2005-ben.

### Magánélete
Első feleségét Felicity Heywood-ot 1964-ben vette el, a házasság 1975-ben ért véget. Második feleségét, Sandy Watsont négy évvel később vette el, ez a házasság 1989-ig tartott. Jelenleg Giannina Facio színésznővel él együtt. Fia, Jake Scott szintén rendező.
Testvéréhez, Tony Scotthoz hasonlóan ő is nagy dohányos, kedvence a Montecristo kubai szivar.

## Filmográfia

### Film
| Év   | Magyar cím                                              | Eredeti cím                                                | Feladatkör | Feladatkör | Megjegyzések                                   |
| Év   | Magyar cím                                              | Eredeti cím                                                | Rendező    | Producer   | Megjegyzések                                   |
| ---- | ------------------------------------------------------- | ---------------------------------------------------------- | ---------- | ---------- | ---------------------------------------------- |
| 1965 | A fiú és a kerékpár                                     | Boy and Bicycle                                            | Igen       | Igen       | rövidfilm forgatókönyvíró és operatőr          |
| 1977 | Párbajhősök                                             | The Duellists                                              | Igen       | Nem        | operatőr                                       |
| 1979 | A nyolcadik utas: a Halál                               | Alien                                                      | Igen       | Nem        |                                                |
| 1982 | Szárnyas fejvadász                                      | Blade Runner                                               | Igen       | Nem        |                                                |
| 1985 | Legenda                                                 | Legend                                                     | Igen       | Nem        |                                                |
| 1987 | Testőrbőrben                                            | Someone to Watch Over Me                                   | Igen       | Vezető     |                                                |
| 1989 | Fekete eső                                              | Black Rain                                                 | Igen       | Nem        |                                                |
| 1991 | Thelma és Louise                                        | Thelma & Louise                                            | Igen       | Igen       |                                                |
| 1992 | 1492 – A Paradicsom meghódítása                         | 1492: Conquest of Paradise                                 | Igen       | Igen       |                                                |
| 1994 | Zűrös majom                                             | Monkey Trouble                                             | Nem        | Vezető     |                                                |
| 1994 | Magánórák                                               | The Browning Version                                       | Nem        | Igen       |                                                |
| 1996 | Tomboló szél                                            | White Squall                                               | Igen       | Vezető     |                                                |
| 1997 | G. I. Jane                                              | G.I. Jane                                                  | Igen       | Igen       |                                                |
| 1998 | Agyaggalamb                                             | Clay Pigeons                                               | Nem        | Igen       |                                                |
| 2000 | Pénzt és életet!                                        | Where the Money Is                                         | Nem        | Igen       |                                                |
| 2000 | Gladiátor                                               | Gladiator                                                  | Igen       | Nem        | kamera operátor (stáblistán nincs feltüntetve) |
| 2001 | Hannibal                                                | Hannibal                                                   | Igen       | Igen       |                                                |
| 2001 | A Sólyom végveszélyben                                  | Black Hawk Down                                            | Igen       | Igen       |                                                |
| 2003 | Trükkös fiúk                                            | Matchstick Men                                             | Igen       | Igen       |                                                |
| 2005 | Mennyei királyság                                       | Kingdom of Heaven                                          | Igen       | Igen       |                                                |
| 2006 | Trisztán és Izolda                                      | Tristan & Isolde                                           | Nem        | Vezető     |                                                |
| 2006 | Bor, mámor, Provence                                    | A Good Year                                                | Igen       | Igen       |                                                |
| 2007 | Jesse James meggyilkolása, a tettes a gyáva Robert Ford | The Assassination of Jesse James by the Coward Robert Ford | Nem        | Igen       |                                                |
| 2007 | Amerikai gengszter                                      | American Gangster                                          | Igen       | Igen       |                                                |
| 2008 | Hazugságok hálója                                       | Body of Lies                                               | Igen       | Igen       |                                                |
| 2009 | Az áruló szív                                           | Tell-Tale                                                  | Nem        | Igen       |                                                |
| 2009 | Merülések                                               | Cracks                                                     | Nem        | Vezető     |                                                |
| 2010 | Mallory szerint a világ                                 | Welcome to the Rileys                                      | Nem        | Vezető     |                                                |
| 2010 | A furcsa srác                                           | Cyrus                                                      | Nem        | Vezető     |                                                |
| 2010 | Robin Hood                                              | Robin Hood                                                 | Igen       | Igen       |                                                |
| 2010 | A szupercsapat                                          | The A-Team                                                 | Nem        | Vezető     |                                                |
| 2011 | Az élet egy napban                                      | Life in a Day                                              | Nem        | Vezető     |                                                |
| 2011 | Fehér pokol                                             | The Grey                                                   | Nem        | Igen       |                                                |
| 2012 | Prometheus                                              | Prometheus                                                 | Igen       | Igen       |                                                |
| 2013 | Vonzások                                                | Stoker                                                     | Nem        | Igen       |                                                |
| 2013 | A Kelet                                                 | The East                                                   | Nem        | Igen       |                                                |
| 2013 | Üdv a mocsokban                                         | Welcome to the Punch                                       | Nem        | Vezető     |                                                |
| 2013 | A jogász                                                | The Counselor                                              | Igen       | Igen       |                                                |
| 2013 | A harag tüze                                            | Out of the Furnace                                         | Nem        | Igen       |                                                |
| 2014 | Amnézia                                                 | Before I Go to Sleep                                       | Nem        | Vezető     |                                                |
| 2014 | Exodus: Istenek és királyok                             | Exodus: Gods and Kings                                     | Igen       | Igen       |                                                |
| 2014 |                                                         | Get Santa                                                  | Nem        | Vezető     |                                                |
| 2015 | A 44. gyermek                                           | Child 44                                                   | Nem        | Igen       |                                                |
| 2015 | Rideg világ                                             | Equals                                                     | Nem        | Vezető     |                                                |
| 2015 | Mentőexpedíció                                          | The Martian                                                | Igen       | Igen       |                                                |
| 2015 | Sérülés                                                 | Concussion                                                 | Nem        | Igen       |                                                |
| 2016 | Morgan                                                  | Morgan                                                     | Nem        | Igen       |                                                |
| 2016 |                                                         | Mindhorn                                                   | Nem        | Vezető     |                                                |
| 2017 |                                                         | Newness                                                    | Nem        | Vezető     |                                                |
| 2017 |                                                         | Phoenix Forgotten                                          | Nem        | Igen       |                                                |
| 2017 | Alien: Covenant                                         | Alien: Covenant                                            | Igen       | Igen       |                                                |
| 2017 | Mélytorok: A Watergate-sztori                           | Mark Felt: The Man Who Brought Down the White House        | Nem        | Igen       |                                                |
| 2017 | Szárnyas fejvadász 2049                                 | Blade Runner 2049                                          | Nem        | Vezető     |                                                |
| 2017 | Gyilkosság az Orient expresszen                         | Murder on the Orient Express                               | Nem        | Igen       |                                                |
| 2017 | A világ összes pénze                                    | All the Money in the World                                 | Igen       | Igen       |                                                |
| 2018 | Zoe                                                     | Zoe                                                        | Nem        | Vezető     |                                                |
| 2018 | Amerikai nő                                             | American Woman                                             | Nem        | Igen       |                                                |
| 2019 | Egy háború margójára                                    | The Aftermath                                              | Nem        | Vezető     |                                                |
| 2019 | A megtévesztés művészete                                | The Last Vermeer                                           | Nem        | Vezető     |                                                |
| 2019 | A barátunk                                              | Our Friend                                                 | Nem        | Vezető     |                                                |
| 2019 | Dzsungelország                                          | Jungleland                                                 | Nem        | Vezető     |                                                |
| 2019 | A csendmadár                                            | Earthquake Bird                                            | Nem        | Igen       |                                                |
| 2021 | A meztelen egyediség                                    | Naked Singularity                                          | Nem        | Vezető     |                                                |
| 2021 | Az utolsó párbaj                                        | The Last Duel                                              | Igen       | Igen       |                                                |
| 2021 | A Gucci-ház                                             | House of Gucci                                             | Igen       | Igen       |                                                |
| 2022 | Halál a Níluson                                         | Death on the Nile                                          | Nem        | Igen       |                                                |
| 2023 | A bostoni fojtogató                                     | Boston Strangler                                           | Nem        | Igen       |                                                |
| 2023 | Szeánsz Velencében                                      | A Haunting in Venice                                       | Nem        | Igen       |                                                |
| 2023 | Napóleon                                                | Napoleon                                                   | Igen       | Igen       |                                                |
| 2024 | Alien: Romulus                                          | Alien: Romulus                                             | Nem        | Igen       |                                                |
| 2024 | Gladiátor II.                                           | Gladiator II                                               | Igen       | Igen       |                                                |
| 2024 | Áldozat                                                 | A Sacrifice                                                | Nem        | Igen       |                                                |

## Díjak, jelölések
- Amerikai gengszter
  - BAFTA-díj (2008) – Legjobb film jelölés
  - Golden Globe-díj (2008) – Legjobb rendező jelölés
- A Sólyom végveszélyben
  - Oscar-díj (2002) – Legjobb rendező jelölés
- Gladiátor
  - Oscar-díj (2001) – Legjobb rendező jelölés
- Thelma és Louise
  - BAFTA-díj (1992) – Legjobb film jelölés
  - Oscar-díj (1992) – Legjobb rendező jelölés
  - BAFTA-díj (1992) – Legjobb rendező jelölés
  - César-díj (1992) – Legjobb idegen nyelvű film jelölés

## Fordítás
- Ez a szócikk részben vagy egészben  a   Ridley Scott című angol Wikipédia-szócikk fordításán alapul.  Az eredeti cikk szerkesztőit annak laptörténete sorolja fel. Ez a jelzés csupán a megfogalmazás eredetét és a szerzői jogokat jelzi, nem szolgál a cikkben szereplő információk forrásmegjelöléseként.